# Tagesdisposition

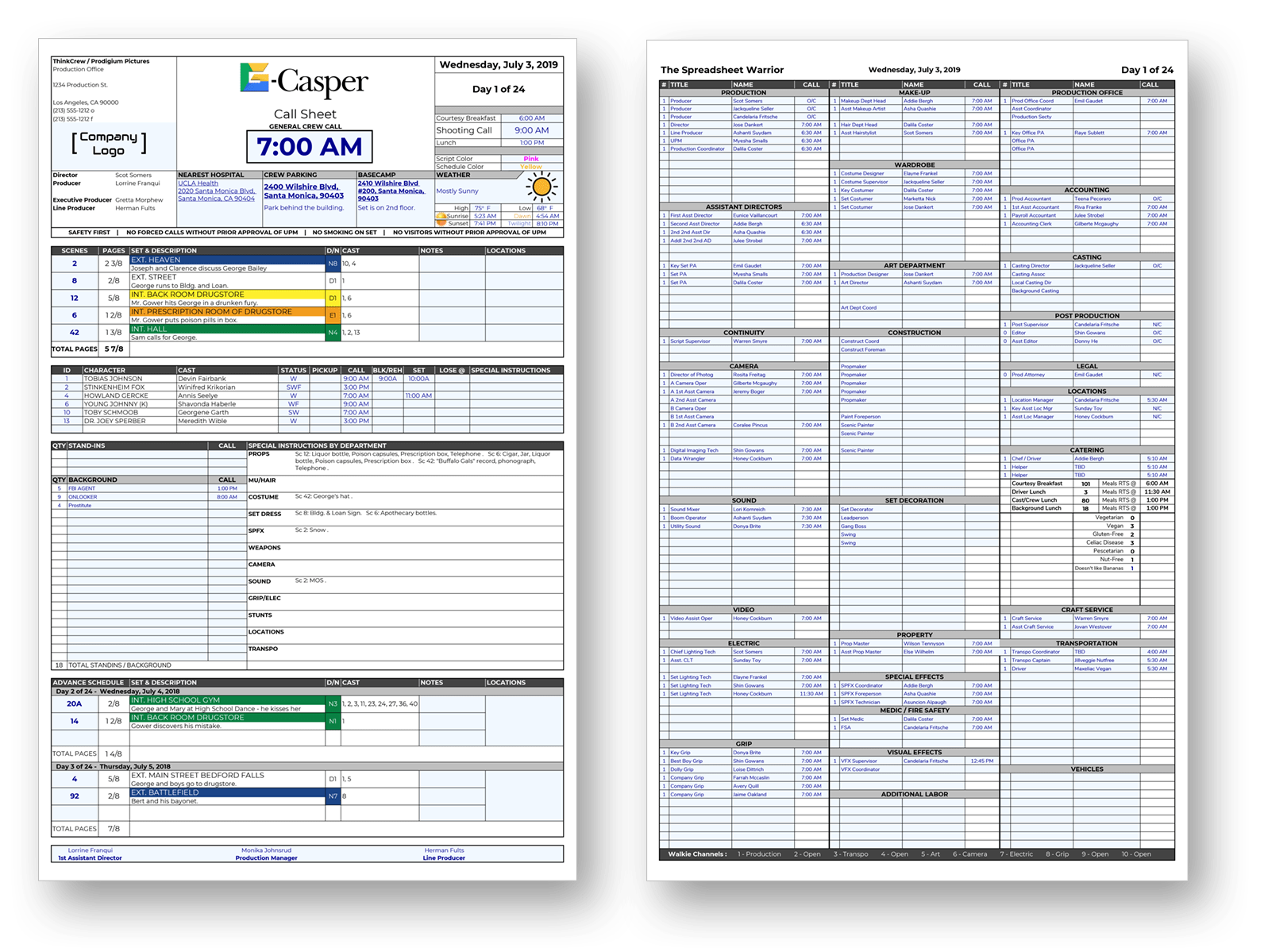
Beispiel für ein Tagesdisposition Sheet, Vorder- und Rückseite, aus dem Open Source Call Sheet Tool G-Casper.

Die Tagesdisposition – auch nur Disposition oder nur kurz Dispo (engl. (daily) call sheet) – beschreibt bei Film-, Fernseh- und Werbeproduktionen eine für jeden Drehtag erstellte Übersicht bezüglich des zu absolvierenden Pensums sowie spezifischer Informationen für einzelne Mitglieder des Filmteams. Über den Tag hinweg dient die Dispo jedem Anwesenden am Filmset als ‚Fahrplan‘ oder Anhaltspunkt, was als Nächstes zu tun ist.
Die Dispo wird vom Ersten Aufnahmeleiter in Übereinstimmung mit dem Regieassistenten erstellt. Grund für diese Absprache ist einerseits die Tatsache, dass der Regieassistent für die termingerechte Fertigstellung der Dreharbeiten verantwortlich ist, zum anderen ist er täglich am Set vor Ort, während sich die Arbeit des Ersten Aufnahmeleiters größtenteils abseits davon abspielt. Des Weiteren ergeben sich die Tagesdispositionen aus dem Drehplan, der normalerweise vom (ersten) Regieassistenten in Zusammenarbeit mit der Filmproduktionsleitung erarbeitet wurde.
In manchen Produktionsfirmen, meist bei täglichen oder wöchentlichen Serienformaten, gibt es ganze Dispositions-Abteilungen, in denen die lang- und kurzfristigen Drehplanungen quasi fast industriell ablaufen. Durch die regelmäßigen, oft in den direkt angrenzenden Studios stattfindenden Dreharbeiten haben sich feste Routinen gebildet und die Erstellung der Dispo stark methodisiert.

## Inhalt und Umfang
Sowohl für die inhaltliche Anordnung als auch den genauen Umfang einer Tagesdisposition gibt es keine verbindliche Vorgabe. Es hat sich allerdings eine Art branchenüblicher Standard entwickelt, der je nach Belieben und Erfahrung des Aufnahmeleiters berücksichtigt und/oder eingehalten wird.
Die Länge der Dispo richtet sich nach der Informationsfülle, allerdings immer mit dem Ziel übersichtlich, prägnant und dabei nicht unnötig lang zu sein. In der Regel umfasst sie etwa zwei bis vier DIN-A4-Blätter.

### Essentielle Informationen
Die Tagesdisposition muss einige grundlegende Informationen enthalten, um ihren Zweck zu erfüllen. Diese sollten bereits auf der ersten Seite ersichtlich sein:

#### Allgemein
- Den Drehort / Die Drehorte (in Form von Motiven, sowie die reale Adresse)
- Den Zeitplan (Arbeitsbeginn aller Teammitglieder, Drehbeginn und Drehschluss)
- Das Pensum (eine Auflistung aller abzudrehenden Szenen oder Teilbilder)

Folgende Punkte erscheinen möglicherweise selbstverständlich, sollten aber nicht unberücksichtigt bleiben:
- das aktuelle Datum
- Namen des Projekts, Anschrift und Kontaktdaten der Produktionsfirma
- Kontaktdaten des Produktionsvertreters am Set (meist der Setaufnahmeleiter)

#### Produktionsspezifisch
Nach den obenstehenden Angaben finden sich auf den folgenden Seiten organisatorische Informationen:
- Positionsangaben am Drehort (verfügbare Parkplätze, Anschlüsse für Strom- und Wasserversorgung, Aufenthaltsorte für Schauspieler und Teammitglieder, WCs, sowie Catering)
- Liefer- und Abholzeitpunkte für Zusatzequipment (z. B. Hebebühnen)
- An- und Abreisetermine von Schauspielern
- Anzahl der Komparsen (inkl. Ankunftszeit)

### Optionale Informationen
Folgende Punkte sind nicht zwingend notwendig, optimieren allerdings die Vorbereitung und damit den Arbeitsablauf am Drehort:
- Anzahl der Personen am Set (wichtig für die Planung der Verpflegung und zur Kostenkontrolle)
- Allgemeine Wetteraussichten (Niederschlagswahrscheinlichkeit, wolkig oder sonnig, erwartete Tages-/Nachttemperatur)
- Zeiten von Sonnenauf- und -untergang (bzw. Mondauf- und -untergang bei Nachtarbeit)
- Lageplan des Drehorts mit Positionsangaben (s. o.)
- Wegbeschreibung (eine allgemeine Wegbeschreibung, die meist vom Produktionsbüro oder einem dem Drehort nahegelegenen Bezugspunkt ausgeht)

- oft findet man auf der Dispo auch eine knappe Kurzinformation für den übernächsten Drehtag, die sogenannte Vordispo. Meist erscheint sie am Ende der eigentlichen Dispo und enthält nur ungefähren Anfangs- und Endarbeitszeiten und den Drehort, manchmal auch die geplanten Szenen.

## Sinn und Zweck
Die Tagesdisposition ist zunächst eine allgemeine Informationsquelle. Sie soll dafür sorgen, dass alle Beteiligten des Filmteams für den Drehtag ausreichend vorbereitet erscheinen und vor Ort miteinander kommunizieren können.
Darüber hinaus erfüllt die Dispo aber noch andere Aufgaben.
Die Dispo gilt als eines der „Hauptwerkzeuge“ des Setaufnahmeleiters (Set-AL). Mit ihrer Hilfe kann er für die Einhaltung des Zeitplans sorgen, was während des Drehtages zu seinen Hauptaufgaben gehört. Durch die Informationen aus der Tagesdisposition kann er nicht nur Transporte, An-, Ab- und Rücklieferungen sowie Motivumzüge genau koordinieren, sondern darüber hinaus auch die termingerechte Zusammenarbeit des gesamten Teams kontrollieren, um eventuelle Engpässe im zeitlichen Ablauf und damit ungewollte Drehpausen zu vermeiden. Diese Verantwortung teilt sich der Set-AL im Übrigen mit allen „Heads of Department“ (Abteilungsleitern), z. B. für Licht, Kostüm oder Ausstattung.
Ein in der Regel am Ende des Drehtages erstellter Tagesbericht (zur Erfassung der tatsächlich geleisteten Arbeit, z. B. abgedrehte Szenen, Verbrauch von Filmmaterial, Anwesenheitserfassung des Teams etc.) wird im Hinblick auf das geplante und geschaffte Pensum mit der Tages-Disposition abgeglichen und beeinflusst dann ggf. bei Nichterfüllen der geplanten Arbeit die folgenden Tages-Dispositionen und ggf. den gesamten Drehplan.
Für viele Teammitglieder dient die Dispo zudem als Beleg für ihre Anwesenheit am Drehort zum Zweck der eigenen Buchführung oder um beispielsweise Ansprüche gegenüber der Produktionsfirma (bzw. der Firma über die sie für das Filmprojekt beschäftigt sind) und später dem Arbeitsamt geltend machen zu können.

## Verteilungsweg
Die Tagesdisposition bei mehrtägigen Dreharbeiten wird grundsätzlich am jeweiligen Vortag an das Filmteam verteilt. Vom Produktionsbüro gelangt sie direkt zum Setaufnahmeleiter, der (mit Hilfe seiner Assistenten bzw. Setrunner) für ihre Verteilung sorgt. Viele Set-ALs legen dabei Wert darauf, dass dies nicht vor Drehschluss geschieht und dass bis dahin niemand die Dispo zu Gesicht bekommt. Hintergrund dafür ist die Tatsache, dass sich manche Änderungen erst mit dem Drehschluss ergeben (z. B. Verschiebung der Anfangszeiten aufgrund der Einhaltung von gesetzlichen Ruhezeiten).
Weiterhin kann der Set-AL bei einer gleichzeitigen Verteilung an alle feststellen, welche Teammitglieder und Schauspieler ihre Dispo nicht persönlich erhalten können, weil sie entweder einen freien Tag hatten oder das Set bereits verlassen haben. Ein weiterer Aspekt, der oft vernachlässigt wird, ist die einfache Tatsache, dass die Tagesdisposition ein vertrauliches Dokument darstellt, das nur für die Beteiligten einer Filmproduktion bestimmt ist. Daher sorgt eine Aushändigung nach Drehschluss für eine bewusstere Handhabung.
Bei kurzen Drehphasen von nur einem oder sehr wenigen Tagen kann es vorkommen, dass die Dispo für mehrere Tage gesammelt erstellt wird. Dies hat meist organisatorische Gründe, z. B. bei kleinen oder niedrig budgetierten Filmproduktionen, die nicht über ein festes Produktionsbüro oder entsprechende Mitarbeiter verfügen, die für eine laufende Erstellung einer Dispo sorgen können.
Bisweilen kommt es auch vor, dass es im Vorfeld der Dreharbeiten eine oder sogar mehrere sogenannte Vorab-Dispos gibt, die das Team über die bis dato bekannten Fakten des anstehenden Drehtages informiert. Meist folgt darauf noch eine reguläre Dispo mit allen Infos.

## Besonderes
Einige Aufnahmeleiter haben es sich zur Gewohnheit gemacht ihre Tagesdispositionen mit einer persönlichen Note zu versehen. Dies beinhaltet beispielsweise das Hinzufügen von Grafiken oder Anekdoten. Teilweise findet man auch einen „Spruch des Tages“, ein kurzes Gedicht, Witze oder ähnlich Humorvolles darauf. Diese „Extras“ werden von Teammitgliedern meist geschätzt. Allerdings nur dann, wenn die Dispo ansonsten professionell und frei von Mängeln ist.